# Kanton La Force
La Force is een voormalig kanton van het Franse departement Dordogne. Het kanton maakte deel uit van het arrondissement Bergerac. Het werd opgeheven bij decreet van 21 februari 2014, met uitwerking op 22 maart 2015. De gemeenten weren opgenomen in het nieuwe kanton Pays de la Force, met uitzondering van Les Lèches dat werd opgenomen in het kanton Vallée de l'Isle

## Gemeenten
Het kanton La Force omvatte de volgende gemeenten:
- Bosset
- Fraisse
- Le Fleix
- La Force (hoofdplaats)
- Ginestet
- Les Lèches
- Lunas
- Monfaucon
- Prigonrieux
- Saint-Georges-Blancaneix
- Saint-Géry
- Saint-Pierre-d'Eyraud